# دانگانرونپا وی۳: کیلینگ هارمونی
دانگانرونپا وی۳: کیلینگ هارمونی (به انگلیسی: Danganronpa V3: Killing Harmony) یک بازی ماجراجویی در سبک رمان تصویری توسعه‌یافته و منتشر شده توسط اسپایک چانسافت می‌باشد که در ژاپن در ژانویهٔ سال ۲۰۱۷ برای پلی‌استیشن ۴ و پلی‌استیشن ویتا و در آمریکای شمالی و اروپا در سپتامبر سال ۲۰۱۷ توسط ان‌آی‌اس آمریکا منتشر گردید. نسخهٔ ویندوز بازی نیز به‌طور سراسری در همان تاریخ منتشر شد. نسخهٔ پیشرفتهٔ وی۳ با زیرعنوان نسخهٔ انیورسری در ژاپن در نوامبر سال ۲۰۲۱ برای نینتندو سوئیچ منتشر و به‌صورت سراسری نیز در دسامبر سال ۲۰۲۱ منتشر گردید. همچنین این نسخهٔ پیشرفته در آوریل سال ۲۰۲۲ برای اندروید و آی‌اواس و در سپتامبر سال ۲۰۲۲ برای ویندوز ۱۰ و ایکس‌باکس وان منتشر گردید.